# Porssläktet
Porssläktet (Myrica) är ett släkte av porsväxter. Enligt Catalogue of Life och Dyntaxa är tillhörigheten familjen porsväxter.
Porssläktet förekommer i Afrika, Asien, Nordamerika och Västindien. En art, pors förekommer som ursprunglig växt i Europa.
Arter enligt Catalogue of Life och Dyntaxa:
- Myrica dentulata
- Pors (Myrica gale)
- Myrica hartwegii

Andra verk som The Plant List listar ett flertal arter till.

## Bildgalleri

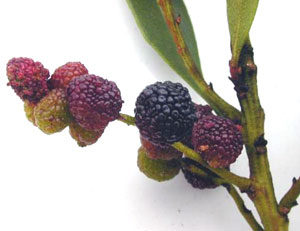
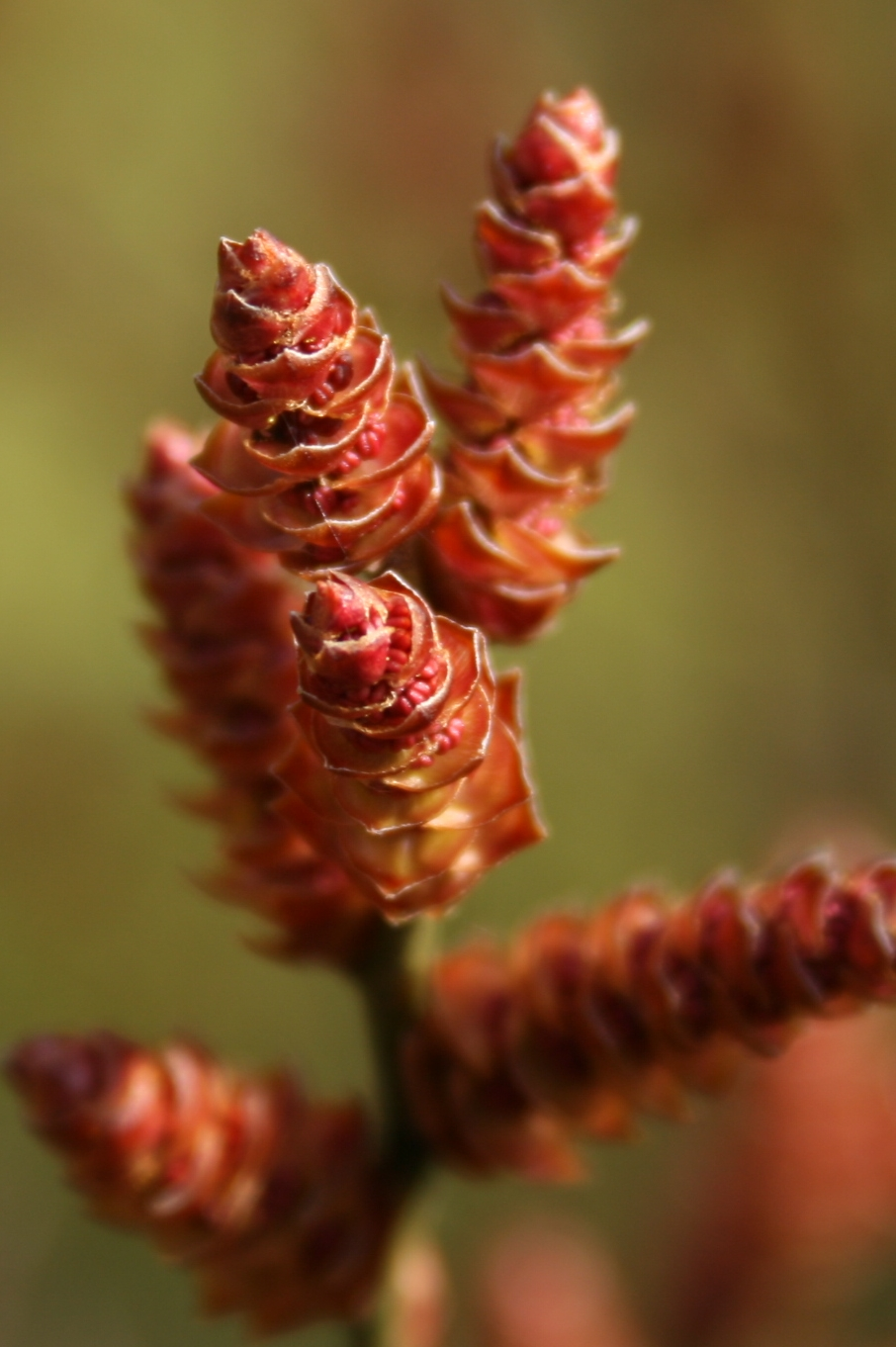
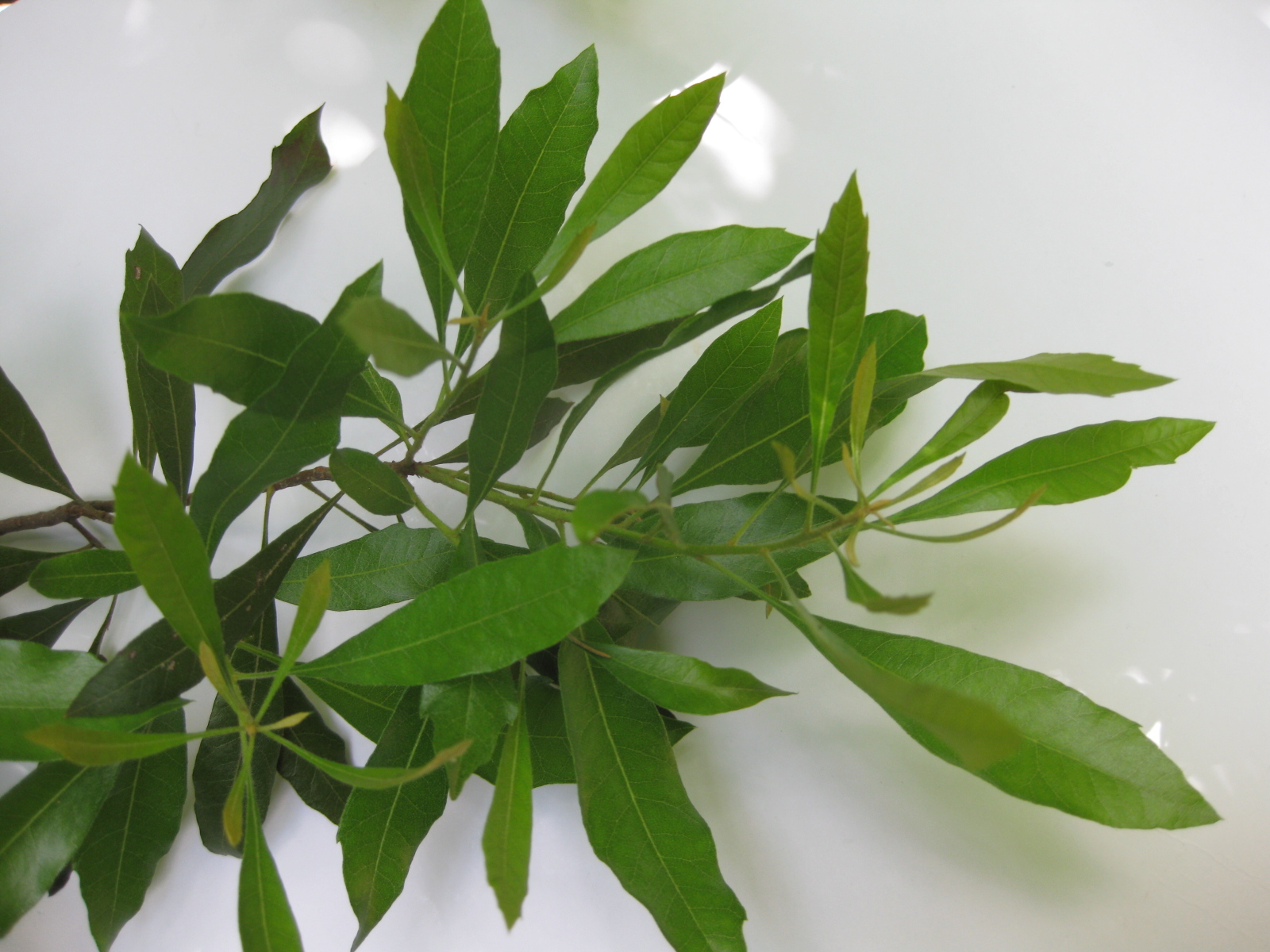